# 東方明珠站
ES2站（車站編號及暫名，東方明珠站）是澳門輕軌東線的中途站，位於東方明珠雕塑西北側，友誼橋大馬路與馬萬祺博士大馬路交叉口附近，黑沙環海濱公園對出。本站為地下車站，於2023年10月20日正式動工，預計2029年啟用。

## 車站

### 車站結構
本站為地下二層島式月台車站，月台寬度為12米，長度為60米。
| 地面層            | 出入口 | 黑沙環海濱公園（C、D出入口）                                                                                                 |   |  |
| 地庫一層          | 票務層 | 客務中心、自助售票機、洗手間、商鋪、行人隧道往返A1、A2出入口                                                                 |   |  |
| 地庫二層          | 月台層 | \| \| \| 東線往氹仔碼頭（新城A區北） \| 2 \| \| \| 島式 · 開右邊车门 \| \| \| \| \| \| \| 1 \| 東線往關閘（終點站） \| \| \| |   |  |
|                   |        | 東線往氹仔碼頭（新城A區北）                                                                                                  | 2 |  |
| 島式 · 開右邊车门 |        | |   |  |
|                   | 1      | 東線往關閘（終點站） |   |  |

### 出入口
本站設有五個出入口，C和D出入口位於黑沙環海濱公園上方；A出入口分為A1出入口和A2出入口，當中A1出入口位於海上居旁，A2出入口位於澳門浸信中學及勞動節街自由波地旁；B出入口位於東方明珠街休憩區中央，其中各出入口部分通道用作行人隧道用途並且24小時開放，滿足行人過街需求。

## 歷史
2020年9月，澳門特區政府公佈《澳門特別行政區城市總體規劃 (2020-2040)》草案及《輕軌東線方案》公開咨詢，為期60日。咨詢文本中計劃於黑沙環海濱公園旁進行灘塗整治工程並設立本站。
2022年10月18日，政府跨部門代表列席立法會介紹東區-2詳細規劃草案和輕軌東線工程，並落實興建該線及公佈本站初步設計，本站與ES1站為最多出入口的輕軌車站。
2022年10月26日，澳門輕軌東線設計連建造工程進行公開招標，並分為南段及北段，本站作為北段設計連建造工程的一部分。
2023年2月14日，輕軌東線北段設計連建造工程於公共建設局進行公開開標，共收到6份標書。項目爭取於2023年下半年動工。經開標程序後，所有標書被接納。工程造價介乎澳門幣44億7千3百萬至澳門幣51億3千6百多萬，總工期(設計連施工)全部為1350工作天。工程包括興建本站和連接ES1站和ES3站的雙孔盾構隧道。
2023年8月，政府部門分階段於勞動節大馬路、勞動節街、黑沙環中街、東方明珠街、友誼橋大馬路及黑沙環公園周邊開展地質勘探工作。
2023年9月28日，公共建設局公布北段設計連建造工程開展灘塗整治區域的施工，對介乎馬場北大馬路與友誼圓形地之間的一段友誼橋大馬路海旁的黑沙環海濱公園設施進行圍封及暫停開放，施工期間仍保留行人路供行人通行。
2023年10月20日，輕軌東線工程正式動工，標誌著本站工程正式展開建設階段，由於本站位處於灘塗區域，工程期間同時進行有關整治工程，車站為明挖法施工的地下兩層島式月台車站，列車月台設有幕門。
2025年7月，本站A1、B1出入口建設工程展開分階段施工。

## 交通

### 公共巴士
M2 東方明珠總站（Pérola Oriental / Terminal）
路線：2A、7、18A、27
M236 黑沙環中街／黑沙環衛生中心（R. Central da Areia Preta / Centro de Saúde da Areia Preta）
路線：2A、3A、7、17S、18A、27、30X
M247 海上居（La Marina）
路線：2AS、3AX、27、51、51X、73、101X、AP1、AP1X、MT3

## 外部連結
- 公共建設局 - 輕軌東線北段設計連建造工程 （页面存档备份，存于）